# Ambalabe Airport
Ambalabe Airport är en flygplats i Madagaskar. Den ligger i den norra delen av landet, 400 km norr om huvudstaden Antananarivo. Ambalabe Airport ligger 27 meter över havet.
Terrängen runt Ambalabe Airport är platt. Runt Ambalabe Airport är det ganska tätbefolkat, med 54 invånare per kvadratkilometer. Närmaste större samhälle är Antsohihy, 2,2 km norr om Ambalabe Airport. Omgivningarna runt Ambalabe Airport är huvudsakligen savann.